# Guadacorte
Guadacorte är en ort i Spanien.   Den ligger i provinsen Provincia de Cádiz och regionen Andalusien, i den södra delen av landet, 500 km söder om huvudstaden Madrid. Guadacorte ligger 10 meter över havet och antalet invånare är 1 113.
Terrängen runt Guadacorte är kuperad åt nordost, men åt sydväst är den platt. Havet är nära Guadacorte åt sydost.  Närmaste större samhälle är Algeciras, 7,1 km söder om Guadacorte. 